# Targovichté (oblast)
Pour le chef-lieu, voir Targovichté (Bulgarie).
L'oblast de Targovichté (en bulgare Област Търговище, translittération internationale Oblast Tărgovište) est l'un des 28 oblasti (« province », « région », « district ») de Bulgarie. Son chef-lieu est la ville de Targovichté.

## Géographie

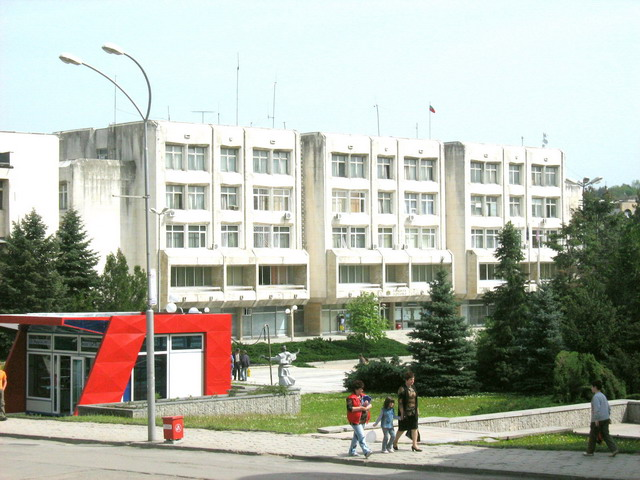
Mairie de Popovo

La superficie de l'oblast est de 2 710,4 km2.

## Démographie
Lors d'un recensement récent, la population s'élevait à 131 233 hab, soit une densité de population de 48,4 hab./km2.

## Administration
L'oblast est administré par un « gouverneur régional » (en bulgare Областен управител), dont le rôle est plus ou moins comparable à celui d'un préfet de département en France.

## Subdivisions

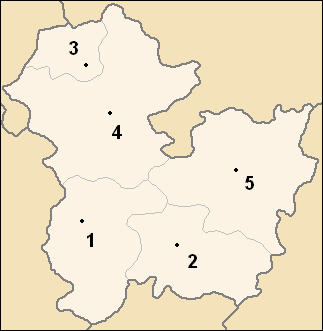
Carte des obštini de l'oblast de Targovichté

L'oblast regroupe 5 municipalités (en bulgare, община – obština – au singulier, Общини – obštini – au pluriel), au sein desquelles chaque ville et village conserve une personnalité propre, même si une intercommunalité semble avoir existé dès le milieu du XIXe siècle :
| Municipalités : noms | Municipalités : noms | Population (2008) | Population (2008) | Repère carte |
| -------------------- | -------------------- | ----------------- | ----------------- | ------------ |
| Romanisé             | Cyrillique           | Totale            | Chef-lieu         | Repère carte |
| Antonovo             | Антоново             | 6 607             | 1 454             | 1            |
| Omourtag             | Омуртаг              | 24 613            | 8 882             | 2            |
| Opaka                | Опака                | 7 025             | 2 913             | 3            |
| Popovo               | Попово               | 32 038            | 15 800            | 4            |
| Targovichté          | Търговище            | 60 950            | 37 642            | 5            |

## Liste détaillée des localités
Les noms de localités en caractères gras ont le statut de ville (en bulgare : град, translittéré en grad). Les autres localités ont le statut de village (en bulgare : село translittéré en selo).
Les noms de localités s'efforcent de suivre, dans la translittération en alphabet latin, la typographie utilisée par la nomenclature bulgare en alphabet cyrillique, notamment en ce qui concerne l'emploi des majuscules (certains noms de localités, visiblement formés à partir d'adjectifs et/ou de noms communs, ne prennent qu'une majuscule) ou encore les espaces et traits d'union (ces derniers étant rares sans être inusités). Chaque nom translittéré est suivi, entre parenthèses, du nom bulgare original en alphabet cyrillique.

### Antonovo (obchtina)
L'obchtina d'Antonovo groupe une ville, Antonovo, et 59 villages :
Antonovo (Антоново) ·
Bankovets (Банковец) ·
Bogomolsko (Богомолско) ·
Boukak (Букак) ·
Chichkovitsa (Шишковица) ·
Dabravitsa (Дъбравица) ·
Devino (Девино) ·
Dlajka polyana (Длъжка поляна) ·
Dobrotitsa (Добротица) ·
Dolna Zlatitsa (Долна Златица) ·
Glachataï (Глашатай) ·
Golyamo Dolyane (Голямо Доляне) ·
Gorna Zlatitsa (Горна Златица) ·
Gradinka (Градинка) ·
Greevtsi (Греевци) ·
Izvorovo (Изворово) ·
Kalnichte (Калнище) ·
Kapichte (Капище) ·
Kapinets (Къпинец) ·
Khalvadjiïsko (Халваджийско) ·
Kitino (Китино) ·
Konop (Коноп) ·
Kraïpole (Крайполе) ·
Kroucholak (Крушолак) ·
Kyosevtsi (Кьосевци) ·
Lyoubitchevo (Любичево) ·
Malka Tcherkovna (Малка Черковна) ·
Malogradets (Малоградец) ·
Manouchevtsi (Манушевци) ·
Metchovo (Мечово) ·
Milino (Милино) ·
Moravitsa (Моравица) ·
Moravka (Моравка) ·
Oratch (Орач) ·
Pirinets (Пиринец) ·
Poroïno (Поройно) ·
Prisoïna (Присойна) ·
Ptchelno (Пчелно) ·
Ravno Selo (Равно село) ·
Razdeltsi (Разделци) ·
Semertsi (Семерци) ·
Slantchovets (Слънчовец) ·
Stara Retchka (Стара речка) ·
Startchichte (Старчище) ·
Stevrek (Стеврек) ·
Stoïnovo (Стойново) ·
Stroïnovtsi (Стройновци) ·
Svirtchovo (Свирчово) ·
Svoboditsa (Свободица) ·
Taïmichte (Таймище) ·
Tchekantsi (Чеканци) ·
Tcherna Voda (Черна вода) ·
Tcherni Bryag (Черни бряг) ·
Tikhovets (Тиховец) ·
Treskavets (Трескавец) ·
Velikovtsi (Великовци) ·
Velyovo (Вельово) ·
Yarebitchno (Яребично) ·
Yastrebino (Ястребино) ·
Yazovets (Язовец) ·

### Omourtag (obchtina)
L'obchtina d'Omourtag groupe une ville, Omourtag, et 42 villages :
Balgaranovo (Българаново) ·
Belomortsi (Беломорци) ·
Bostan (Бостан) ·
Dolna Khoubavka (Долна Хубавка) ·
Dolno Kozarevo (Долно Козарево) ·
Dolno Novkovo (Долно Новково) ·
Golyamo tsarkvichte (Голямо Църквище) ·
Gorna Khoubavka (Горна Хубавка) ·
Gorno Kozarevo (Горно Козарево) ·
Gorno Novkovo (Горно Новково) ·
Gorsko selo (Горско село) ·
Iliïno (Илийно) ·
Jelezari (Железари) ·
Kambourovo (Камбурово) ·
Kestenovo (Кестеново) ·
Kozma Prezviter (Козма Презвитер) ·
Krasnoseltsi (Красноселци) ·
Malko tsarkvichte (Малко църквище) ·
Mogilets (Могилец) ·
Obitel (Обител) ·
Omourtag (Омуртаг) ·
Ougledno (Угледно) ·
Padarino (Пъдарино) ·
Panaïot Khitovo (Панайот Хитово) ·
Panitchino (Паничино) ·
Parvan (Първан) ·
Petrino (Петрино) ·
Plastina (Плъстина) ·
Ptitchevo (Птичево) ·
Ratlina (Рътлина) ·
Rositsa (Росица) ·
Sredichte (Средище) ·
Stanets (Станец) ·
Taptchilechtovo (Тъпчилещово) ·
Tchernokaptsi (Чернокапци) ·
Tsarevtsi (Царевци) ·
Tserovichte (Церовище) ·
Velikdentche (Великденче) ·
Velitchka (Величка) ·
Verentsi (Веренци) ·
Veselets (Веселец) ·
Visok (Висок) ·
Vrani kon (Врани кон) ·
Zelena morava (Зелена морава) ·
Zmeïno (Змейно) ·
Zvezditsa (Звездица)

### Opaka (obchtina)
L'obchtina d'Opaka groupe une ville, Opaka, et 5 villages :
Gartchinovo (Гърчиново) ·
Golyamo gradichte (Голямо Градище) ·
Gorsko Ablanovo (Горско Абланово) ·
Kreptcha (Крепча) ·
Lyoublen (Люблен) ·
Opaka (Опака)

### Popovo (obchtina)
L'obchtina de Popovo groupe une ville, Popovo, et 34 villages :
Aprilovo (Априлово) ·
Baba Tonka (Баба Тонка) ·
Berkovski (Берковски) ·
Braknitsa (Бракница) ·
Dolets (Долец) ·
Dolna Kabda (Долна Кабда) ·
Drinovo (Дриново) ·
Elenovo (Еленово) ·
Gagovo (Гагово) ·
Gloginka (Глогинка) ·
Goritsa (Горица) ·
Ivantcha (Иванча) ·
Kardam (Кардам) ·
Konak (Конак) ·
Kovatchevets (Ковачевец) ·
Kozitsa (Козица) ·
Lomtsi (Ломци) ·
Manastiritsa (Манастирица) ·
Martchino (Марчино) ·
Medovina (Медовина) ·
Osikovo (Осиково) ·
Palamartsa (Паламарца) ·
Pomochtitsa (Помощица) ·
Popovo (Попово) ·
Posabina (Посабина) ·
Sadina (Садина) ·
Slavyanovo (Славяново) ·
Svetlen (Светлен) ·
Trastika (Тръстика) ·
Tsar Asen (Цар Асен) ·
Voditsa (Водица) ·
Zakhari Stoyanovo (Захари Стояново) ·
Zaraevo (Зараево) ·
Zavetno (Заветно) ·
Zvezda (Звезда)

### Targovichte (obchtina)
L'obchtina de Targovichté groupe une ville, Targovichté, et 51 villages :
Aleksandrovo (Александрово) ·
Alvanovo (Алваново) ·
Bayatchevo (Баячево) ·
Bistra (Бистра) ·
Bojourka (Божурка) ·
Bouïnovo (Буйново) ·
Boukhovtsi (Буховци) ·
Bratovo (Братово) ·
Dalgatch (Дългач) ·
Davidovo (Давидово) ·
Draganovets (Драгановец) ·
Dralfa (Дралфа) ·
Golyamo novo (Голямо Ново) ·
Golyamo Sokolovo (Голямо Соколово) ·
Gorna Kabda (Горна Кабда) ·
Kochnitchari (Кошничари) ·
Koprets (Копрец) ·
Krachno (Кръшно) ·
Kralevo (Кралево) ·
Lilyak (Лиляк) ·
Lovets (Ловец) ·
Makariopolsko (Макариополско) ·
Makovo (Маково) ·
Miladinovtsi (Миладиновци) ·
Mirovets (Мировец) ·
Momino (Момино) ·
Nadarevo (Надарево) ·
Osen (Осен) ·
Ostrets (Острец) ·
Ovtcharovo (Овчарово) ·
Païdouchko (Пайдушко) ·
Pevets (Певец) ·
Podgoritsa (Подгорица) ·
Preselets (Преселец) ·
Presiyan (Пресиян) ·
Presyak (Пресяк) ·
Probouda (Пробуда) ·
Prolaz (Пролаз) ·
Ralitsa (Ралица) ·
Razboïna (Разбойна) ·
Rosina (Росина) ·
Rouets (Руец) ·
Saedinenie (Съединение) ·
Straja (Стража) ·
Targovichté (Търговище) ·
Tarnovtsa (Търновца) ·
Tcherkovna (Черковна) ·
Tvardintsi (Твърдинци) ·
Tsvetnitsa (Цветница) ·
Vardoun (Вардун) ·
Vasil Levski (Васил Левски) ·
Zdravets (Здравец)